# Habaneceres
Habaneceres es una película documental cubana, dirigida en 2001 por Luis Leonel León, ganadora de premios en festivales de cine y seleccionada por la Asociación Cubana de la Prensa Cinematográfica, afiliada a la Federación Internacional de la Prensa Cinematográfica (FIPRESCI), como la mejor película del 2001 en su género.

## Argumento
La protagonista del filme es La Habana, utilizada por el cineasta de manera simbólica para exponer la "crisis material y espiritual finisecular y de comienzos del nuevo siglo" en Cuba, a través de los testimonios de cuatro creadores habaneros: el dramaturgo Alberto Pedro, el cineasta Fernando Pérez, el cantautor Carlos Varela y el escritor Leonardo Padura, quienes comparten nostalgias, lamentos y anhelos con respecto a su ciudad y su país; y relatan fragmentos de sus vivencias, desde los momentos más felices a los más terribles, como el éxodo del Mariel, el Maleconazo y la crisis de los balseros, sucesos claves en la historia de la Revolución cubana.
"Nos conducimos dentro del deterioro como si estuviéramos en París. Cada uno tiene una ciudad por dentro", afirma Alberto Pedro. Mientras que Fernando Pérez advierte que "ningún sueño colectivo, ninguna utopía se realiza si no está formada por los anhelos de cada individuo" y recuerda las palabras de Ho Chi Min: "Nunca el amanecer estuvo más cercano que cuando la noche ha sido más oscura".

## Producción
El documental, que fue la parte práctica de la tesis de graduación de su guionista y director, se rodó con una cámara no profesional en barrios y municipios de La Habana como Arroyo Naranjo, El Vedado, La Víbora, Mantilla, La Habana Vieja, Centro Habana, entre otros, y utiliza imágenes de archivo y fragmentos de los filmes Madagascar y La vida es silvar de Fernando Pérez para enfatizar su montaje intelectual o ideológico.

## Exhibiciones dentro y fuera de Cuba
Su estreno fue en agosto del 2001 en el cine Riviera, en El Vedado, en la peña que por entonces allí tenía el cantautor Gerardo Alfonso. Después se proyectó en La Rampa, en la clausura del Festival Nacional de Cine y Video Cine Plaza, donde ganó el Gran Premio Documental. 
Por su planteamiento crítico la película fue censurada en la televisión cubana. En una entrevista con el medio digital El American León relata que también la "quisieron eliminar del Festival Internacional de Cine de La Habana" en diciembre del 2001. "Pero tuvieron la mala suerte de que el cineasta Fernando Pérez estaba ese año involucrado en el festival y dijo, muy valientemente, si lo quitan se vería obligado a renunciar al festival porque no podía apoyar una acción así contra un filme donde él no solo participaba, sino donde se expresaba contra de la censura. Fernando así los puso contra la pared. Al final permitieron que se exhibiera en el festival, pero con una jugarreta: no dejaron que compitiera, lo asignaron a una selección que se llamaba Hecho en Cuba y lo proyectaron solo dos o tres veces en horarios poco accesibles y salas pequeñas".
En 2003 se exhibió en la sala Chaplin (Cinemateca de Cuba) durante la II Muestra Nacional de Nuevos Realizadores ICAIC, donde ganó el Premio Especial del Jurado. 
Fuera de la Isla se ha proyectado en la Casa de América de Madrid, el Instituto de Estudios Hispánicos de Canarias, la Filmoteca Española, Universidad de La Laguna y otros centros culturales y académicos de España, Europa, Latinoamérica y Estados Unidos. Televisoras de Miami como América TeVé (canal 41) y Radio y Televisión Martí  lo han transmitido precedido de entrevistas a su realizador.

## Resumen de críticas
En el ensayo Insurgencia, dinámica y potestad del cine joven en Cuba, incluido en el libro Conquistando la utopía: El ICAIC y la Revolución 50 años después, una compilación de textos publicado por Ediciones ICAIC, el crítico y periodista cinematográfico Joel del Río cita a Habaneceres como una de las "obras imprescindibles del cine joven" cubano y la ubica entre los filmes de la época que expresan "desencanto, pesimismo y antiutopía" ante el contexto sociopolítico.
Habaneceres, según la escritora y periodista Grethel Delgado, es "un documental que rebasa los predios del género y navega en el video arte, en la imagen que narra creativamente más allá de lo testimoniado, del documento. Muestra a esta ciudad de más de 500 años con el filtro del VHS, como esos videos de la infancia donde cantamos "feliz cumpleaños", que vemos cuando la nostalgia aprieta, y donde buscamos al vecino que se fue, se murió o se olvidó. En la voz de creadores de la isla León nos transporta a una miríada de sensaciones, de colores, olores y tristezas, de modo que si usted se encuentra en ese estado específico de sensibilidad, puede terminar llorando. Yo lo he hecho y ha sido un acto de limpieza. Con una especial fuerza se fijan en la memoria los rostros de esos habaneros desganados, pero que a veces sonríen, que son felices de un modo extraño, imposible de definir. Se nos quedan pegados también, como dos promesas, los ojitos de la niña que mira desde un balcón. ¿Dónde estará ahora esa mujer?, podría uno preguntarse. La magia del cine, que lo detiene todo en la imagen".
En el ensayo La Habana, imagen y escritura, el crítico de cine Gustavo Arcos expone: “Otra será la perspectiva que asuma el joven Luis Leonel León en su melancólico y premiado documental, Habaneceres (2001). Su propuesta recurre a un lenguaje visual más tradicional que concentra su atención no tanto en la experimentación formal como sí en los testimonios de las cuatro figuras entrevistadas para dar así una imagen no por ello menos dramáticao irreal de La Habana, esa imagen queidealizada de algún modo por la nostalgia y el paso del tiempo, pervive en la memoria de los que la habitan provocando un curioso e inevitable conflicto entre el pasado y el presente, entre el deseo y la realidad, una quimérica pelea en definitiva contra los demonios delolvido”.
En el reportaje Éxito latino: el periodista exiliado que enfrenta al castrismo desde el cine y la tv, el periodista venezolano Emmanuel Alejandro Rondón asegura que "esta pieza cinematográfica muestra, a través de rostros y relatos, la verdadera cara de La Habana; esa que contrasta enfáticamente con La Habana turística, de la cual los cubanos son sistemáticamente excluidos debido a las inapelables facultades de poder que mantiene el régimen castrista".
El ensayista y crítico cinematográfico Juan Antonio García Borrero escribió en 2011: "las ciudades nos imponen sus propias maneras de expresarse. O su propio metalenguaje, describiendo aquello que siempre estará más allá de lo que el lenguaje convencional pueda aprehender. Creo que un poco de esto se dice en el hermoso documental de Luis Leonel León Habaneceres: los entrevistados coinciden en sentir fascinación por algo que no hemos visto, sino que en todo caso hemos (pre)sentido, o seguimos presintiendo en su iluminador misterio".
En el programa "En profundidad" de Radio y Televisión Martí el periodista Alfredo Jacomino entrevista a León y asegura que el cineasta "no vivió La Habana del esplendor, no pudo ser testigo del encanto (ni de la tienda ni del adjetivo) y aún así la quiere. Y el que quiere algo, aunque sea viejo y maltratado, merece una reverencia".

## Palmarés cinematográfico
- Mejor Documental del Año. Asociación Cubana de la Prensa Cinematográfica, 2001.
- Gran Premio Documental. Festival Nacional de Cine y Video Cine Plaza, 2001.
- Primer Premio. Festival Imago, 2001.
- Premio Especial. Festival Almacén de la Imagen de Camagüey, 2001.
- Premio Especial del Jurado. II Muestra Nacional de Nuevos Realizadores ICAIC, 2003.
- Selección muestra Hecho en Cuba del 23 Festival Internacional del Nuevo Cine Latinoamericano de La Habana, 2001.
- Selección Festival Horizontes del Sur. La Havane: dans la litterature, le cinema, et les arts visuels contemporains, Francia, 2002.
- Selección oficial Festival of Alternative Cuban Cimena, Little Havana, Miami, 2003.